# Theodor Lindh
Anders Theodor Lindh, född 13 januari 1833 i Borgå, död 21 juli 1904 på Kroksnäs vid Borgå, var en finländsk poet. 
Lindh var son till domprosten Daniel Lindh och Anna Charlotta Boije. Han var gift med Amanda Charlotta Björkman (född 1835, död 1925). Han blev student 1851 och ägnade sig åt naturvetenskapliga studier. Sedan han tagit fysisk-matematisk kandidatexamen 1856 och promoverats till filosofie magister 1857, genomgick han Skogsinstitutet i Stockholm. År 1859 blev han forstkonduktör och sekreterare i Forststyrelsen. Han fann dock snart, att han valt fel yrke, varför han tog avsked från sin befattning och fortsatte sina för en tid avbrutna studier vid Helsingfors universitet. År 1870 tog han filosofie kandidatexamen och 1871 juris utriusque kandidatexamen samt utnämndes 1874 till justitierådman i Borgå. 
Samma år Lindh lämnade sekreterartjänsten i Forststyrelsen, framträdde han som skald med ett häfte Dikter (1862; andra upplagan, utökad med översättningar, 1875) och som översättare med Hebreiska melodier af lord Byron (1862). Hans diktning hade förmånen att bli uppmärksammad och med välvilja omfattad av Johan Ludvig Runeberg. Han var en på sin tid en i Finland ansedd lyriker och flera av hans sånger blev välkända och populära. Bland sådana kan nämnas Min är du, En gammal tjenarinna, Den lilla visan, Milt förakt, Vår rätt och En man för mig.
Det går en fosterländsk ton genom Lindhs dikter, och i dessa märks flera stämningar från den tid, då det sista motståndet mot återupplivandet av Finlands konstitutionella statsskick bröts. Det var också vid denna tidpunkt hans första dikthäfte framträdde. Han var inte någon produktiv författare; förutom ovannämnda "Dikter" utgav han de föga lyckade sorgespelen Konung Birger och hans bröder (1864) och Maria af Skottland (1865). Några av hans dikter översattes till italienskan av Solone Ambrosoli i Como och Tommaso Cannizzaro i Messina. 
På 1880-talet uppträdde Lindh med frisinnade uppsatser i religiösa frågor och kritiserade bland annat skarpt den finländska statskyrkan. Åren 1891 och 1894 var han vid lantdagarna Borgå stads representant i borgarståndet. 

## Verk
- Dikter (1862)[1]
- Konung Birger och hans bröder (1864)
- Maria af Skottland (1865)
- Dikter (1875)
- Helsning, tillegnad de med högvederbörligt tillstånd den 31 Maj 1882 promoverade hundrafyratioåtta Filosofie Magistrar (1882)
- Gå vi framåt eller tillbaka? (1889)
- Trassel (1881)